# Henny Reistad
Henny Ella Reistad (nascuda el 9 de febrer de 1999) és una jugadora d'handbol noruega que juga pel Team Esbjerg i per la selecció noruega.
Ha representat Noruega al Campionat d'Europa juvenil femení d'handbol de 2017, ocupant la 7a posició, i al Campionat del món juvenil d'handbol femení de 2016, ocupant la 4a posició.
El setembre de 2018, l'EHF la va incloure en una llista de les vint millors jugadores d'handbol joves a tenir en compte per al futur.

## Palmarès
- Jocs Olímpics :
  - Bronze : 2020
- Campionat del Món :
  - Guanyadora: 2021
- Campionat d'Europa :
  - Guanyadora: 2020, 2022
- Campionat del món júnior :
  - Medalla de plata : 2018
- Lliga de Campions EHF :
  - Guanyadora: 2020/2021
  - Medalla de bronze : 2018/2019
  - Semifinalista : 2021/2022
- Lliga noruega :
  - Guanyadora: 2018/2019, 2019/2020, 2020/2021
- Copa de Noruega :
  - Guanyadora: 2018, 2019, 2020
  - Finalista : 2017
- Copa Danesa :
  - Guanyadora: 2021, 2022